# Småkroktjärnarna, Värmland
Småkroktjärnarna är en sjö i Hagfors kommun i Värmland och ingår i Göta älvs huvudavrinningsområde. Sjöns area är 0,068 kvadratkilometer och den befinner sig 239 meter över havet.